# Billionaires' Row (New York)
Billionaires' Row (în română: Rândul Miliardarilor) este un grup de zgârie-nori rezidențiali ultra-luxoși și cartierul din jurul lor, situat în apropierea capătului sudic al Central Park din Manhattan, New York City. Mai multe dintre aceste clădiri se află în categoria superînaltă (peste 300 m) și, începând cu 2024, includ trei din cele mai înalte clădiri rezidențiale din lume. Deoarece mai multe dintre aceste turnuri de creion sunt pe sau în apropiere de Strada 57, termenul se poate referi și la această stradă.

## Context
Cartierul are unele dintre cele mai scumpe reședințe din lume.
- Michael Dell a achiziționat cele două etaje superioare ale One57 pentru 100,47 milioane de dolari în 2015, stabilind la acel moment un record pentru cel mai scump apartament vândut în New York.
- Bill Ackman, administrator de fonduri speculative, a cumpărat un alt apartament cu două niveluri în One57 pentru 91,5 milioane de dolari.
- Fawaz Al Hokair, magnat saudit din retail, a achiziționat apartamentul principal din clădirea de la adresa 432 Park Avenue pentru 87,7 milioane de dolari.
- Kenneth C. Griffin, manager de fonduri speculative, a cumpărat patru etaje la adresa 220 Central Park South pentru 238 de milioane de dolari, depășind recordul anterior al One57 și stabilind un nou record pentru cea mai scumpă locuință vândută în Statele Unite.

La 220 CPS, mai multe unități au fost combinate într-un apartament cu patru etaje, costând 250 milioane de dolari. Aceste proiecte au evidențiat condițiile economice controversate și politicile de zonare care au încurajat aceste clădiri și s-au ridicat îngrijorări cu privire la efectele lor asupra cartierelor înconjurătoare și a umbrelor pe care le aruncă în Central Park. Începând cu august 2021, aproximativ 44% din unitățile din șapte clădiri considerate ca făcând parte din Rândul Miliardarilor încă nu fuseseră vândute.
Unul dintre factorii care stau la baza boom-ului sunt investițiile străine. Unii dintre acești cumpărători au investit bani în proprietăți imobiliare de lux din New York pentru a evita taxele, a spăla bani sau a transfera averea într-o jurisdicție unde aceasta este mai greu de confiscat. Multe dintre apartamente sunt ocupate doar sporadic și funcționează ca și „casete de valori” pentru obiecte de valoare.
În 2016, Departamentul Trezoreriei Statelor Unite a anunțat că va începe să identifice și să urmărească achiziționarea de unități de milioane de dolari, în special a celor plătite în numerar sau prin intermediul unor companii-fantomă, pentru a reduce practica spălării banilor. Incertitudinea legată de Brexit, legile din China care au restricționat ieșirile de capital și prețurile mici ale petrolului din Orientul Mijlociu au slăbit piața unităților de top.

## Clădiri
Prima clădire superînaltă construită în cartier a fost One57 (306 m) finalizată în 2014. Datorită prețurilor adesea record care au fost stabilite pentru apartamentele din aceste clădiri, presa a numit această secțiune a străzii 57 „Rândul miliardarilor”. Termenul a fost extins ulterior la alte clădiri super-înalte de lux, cu vedere spre sudul Central Park, nu strict pe strada 57.
| Nume clădire (stradă)                     | Început construcție | Data finalizării | Înălțime arhitecturală (m) | Imagine |
| ----------------------------------------- | ------------------- | ---------------- | -------------------------- | ------- |
| One57 (157 West 57th Street)              | 2009                | 2014             | 306                        |         |
| 432 Park Avenue                           | 2011                | 2015             | 426                        |         |
| 252 East 57th Street                      | 2013                | 2016             | 217 m                      |         |
| 111 West 57th Street                      | 2014                | 2021             | 438 m                      |         |
| Central Park Tower (225 West 57th Street) | 2014                | 2021             | 472 m                      |         |
| 220 Central Park South                    | 2015                | 2019             | 290 m                      |         |
| 53 West 53rd Street                       | 2014                | 2019             | 320 m                      |         |
| 520 Park Avenue                           | 2015                | 2018             | 238                        |         |